# Анабарская губа
Анаба́рская губа́ — южная часть Анабарского залива в Якутии. Представляет собой затопленное морем вследствие опускания суши устье реки Анабар, впадающей в западную часть моря Лаптевых.
Длина губы составляет около 24 км, ширина — от 5 до 7 км. Для южной части характерны многочисленные отмели.
В губу впадают реки Анабар, Уэле, Гурамискай, Арангастах, Джималах, Аллара-Сала
В акватории Анабарской губы расположен остров Арангастах.